# Time Based Management
Time Based Management (TBM, z ang.: zarządzanie czasem) to koncepcja zarządzania podkreślająca strategiczne znaczenie czasu w tworzeniu i realizacji wartości dodanej. TBM rozciąga zasadę just-in-time na wszystkie procesy realizowane w przedsiębiorstwie. Umożliwia to zaoferowanie właściwej wartości dodanej w odpowiednim czasie, a także lepszy i szybszy od konkurentów rozwój nowych produktów i wprowadzenie ich na rynek.
Time Based Management może się przyczynić m.in. do:
- skrócenia realizacji procesów,
- dotrzymywania terminów realizacji zamówień klientów,
- projektowania procesów realizowanych przez przedsiębiorstwo,
- rozwoju nowych produktów i procesów.

Dzięki dużej elastyczności, punktualności i szybkości podejmowanych decyzji i realizowanych działań, właściwe zarządzanie czasem może również prowadzić do wzrostu udziału przedsiębiorstwa w rynku. Z kolei większy udział w rynku może przekładać się na zwiększenie przychodów ze sprzedaży, czyli efektywniejszą realizację wartości dodanej dla przedsiębiorstwa.
Koncepcja TBM opiera się na 5 podstawowych założeniach związanych z tworzeniem i realizacją właściwej wartości dodanej:
1. orientacja na czas,
2. orientacja na korzyści skali,
3. orientacja na zespół,
4. orientacja na wartości,
5. orientacja na procesy.

W ramach TBM szczególną rolę odgrywa koncentracja na procesach – świadczy to o pewnych wspólnych cechach tej koncepcji oraz reengineeringu i TQM. TBM akcentuje przede wszystkim czasochłonność realizowanych strategii i działań. Czas stanowi również podstawowe kryterium oceny realizowanych procesów tworzenia wartości. Żadne z 5 podstawowych założeń nie powinno być przewartościowane w stosunku do innych. Położenie akcentu na czas powinno odbywać się w ścisłym powiązaniu z innymi obszarami. W przeciwnym wypadku założenia koncepcji mogą ulec wypaczeniu.